# Sext Pitagoreu
A Sext Pitagoreu, en llatí Sextus Pithagoraeus, se li atribueix l'autoria d'una obra sobre aforismes, les Sentències de Sext, traduïda al llatí per Rufí (Ruffinus) i de la qual es conserva també una traducció parcial al copte trobada entre els Manuscrits de Nag Hammadi. L'autor s'identifica almenys amb dos personatges diferents:
- Sixt bisbe de Roma i màrtir (podria ser Sixt I del segle ii o Sixt II del segle iii), tanmateix Rufí no menciona el seu martiri.
- Quint Sexti, filòsof romà.[1]